# Locomotiva FS 677
La locomotiva FS 677 era una locomotiva a vapore con tender di rodiggio 2-3-0, per treni viaggiatori, a 3 cilindri a semplice espansione di costruzione tedesca. È stata l'unica macchina a tre cilindri che abbia mai fatto servizio nella Ferrovie dello Stato italiane.

## Storia
La locomotiva del gruppo 677, che rimase unico esemplare presso le Ferrovie dello Stato italiane, era una ex locomotiva prussiana S 10.2 costruita nel 1915 dalla Vulcan di Stettino, assegnata all'Italia in conto riparazioni alla fine della prima guerra mondiale.
La macchina giunta a seguito del Trattato di Versailles tra 1919 e 1920 a differenza della FS 676 rimasta poco tempo nel territorio nazionale in ragione della sua unicità rimase in Italia e venne utilizzata in turni promiscui con le FS 675 nelle linee dell'Italia centrale in grado di sostenere un alto carico assiale. La sua demolizione avvenne al deposito locomotive di Foligno nel 1927.

## Caratteristiche
La locomotiva FS 677 (ex prussiana S 10.2) era a vapore surriscaldato, a tre cilindri gemelli e semplice espansione: era sostanzialmente simile, eccetto che per il motore (la cui cilindrata risultava di 371 dm³), alla FS 676: la caldaia era tarata a 14 bar di pressione ed aveva una produzione oraria di vapore di 8.400 kg ad una temperatura di 370 gradi centigradi; montava un surriscaldatore di tipo Schmidt.
La locomotiva sviluppava la potenza effettiva al cerchione di 1.500 CV. Era dotata di ruote motrici di grande diametro 1.980 mm che le permettevano di raggiungere la velocità di 110 km/h. Per migliorare l'inscrizione in curva, dato il notevole passo rigido di 4.700 mm, il bordino dell'asse motore centrale era ridotto.
Alla locomotiva era agganciato un tender a carrelli di tipo 2'2'T 31,5.